# Undaria pinnatifida
Espèce
Undaria pinnatifida aussi connue sous le nom de wakame est une espèce d'algues brunes de la famille des Alariaceae.
Cette espèce d'origine asiatique a été volontairement ou involontairement introduite hors de son aire naturelle de répartition, elle est aujourd'hui par exemple trouvée dans des zones aussi variées que l'Europe (observée depuis le début des années 1990 de la Bretagne au littoral sud-anglais), la Tasmanie et Nouvelle-Zélande ou en Argentine. Elle est signalée depuis le début des années 2000 dans le pacifique nord. Selon une étude faite en Tasmanie, là où elle est introduite, elle s'installe plus facilement dans les environnements déjà perturbés par l'homme.

## Liste des variétés
Selon Catalogue of Life (24 nov. 2012) :
- variété Undaria pinnatifida var. elongata
- variété Undaria pinnatifida var. vulgaris

## Description

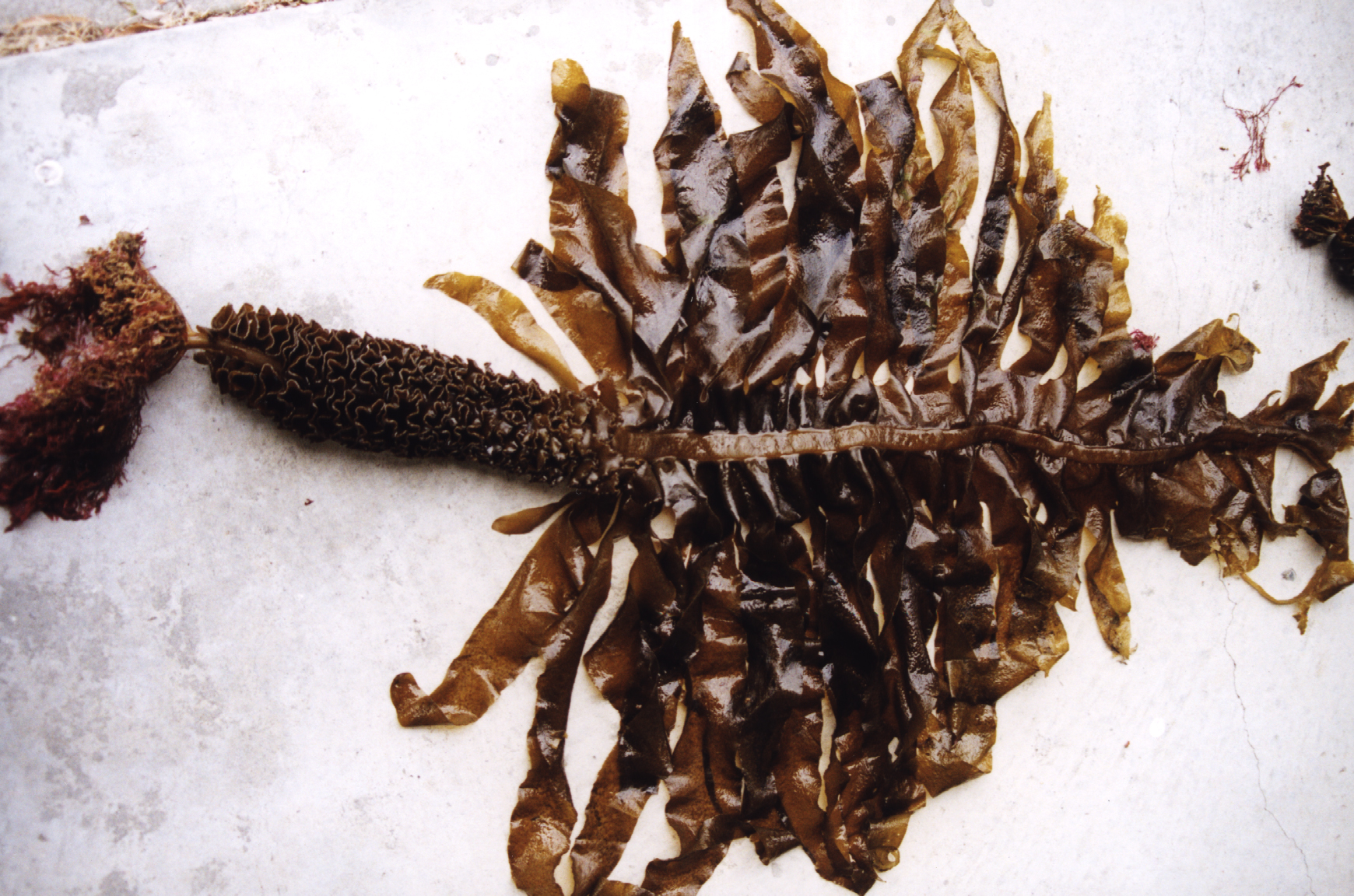
Undaria pinnatifida

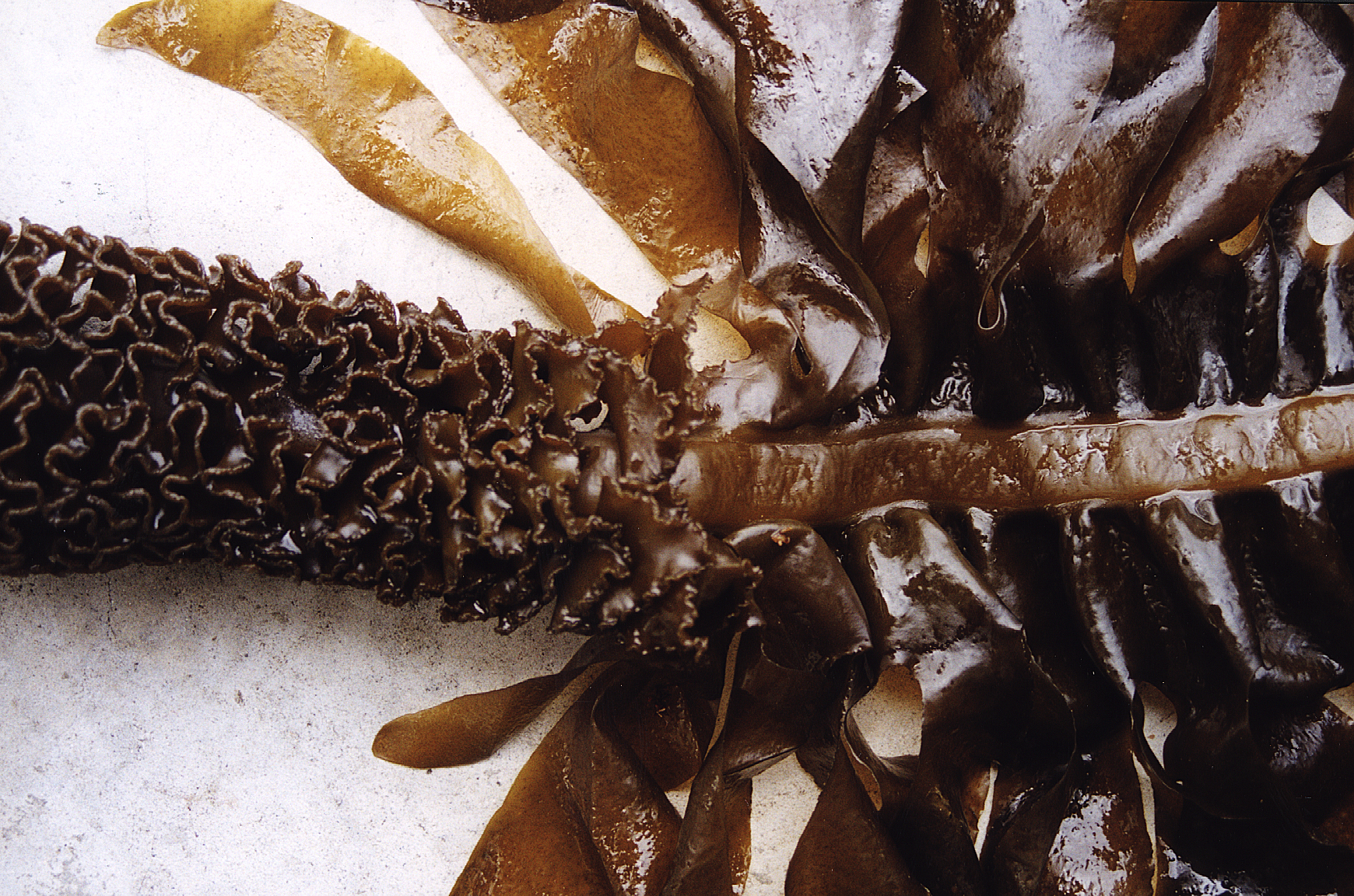
Undaria pinnatifida

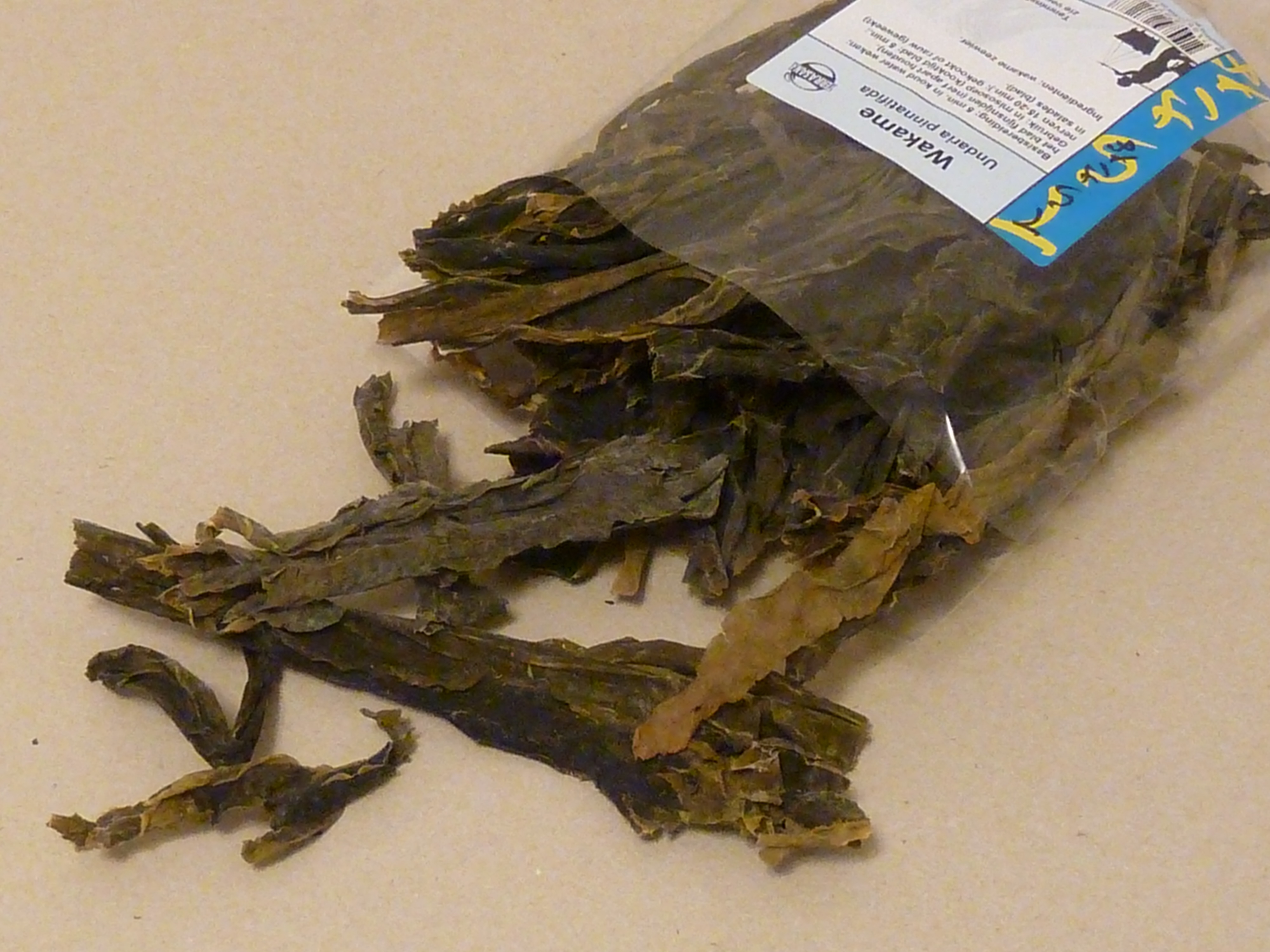
Wakame

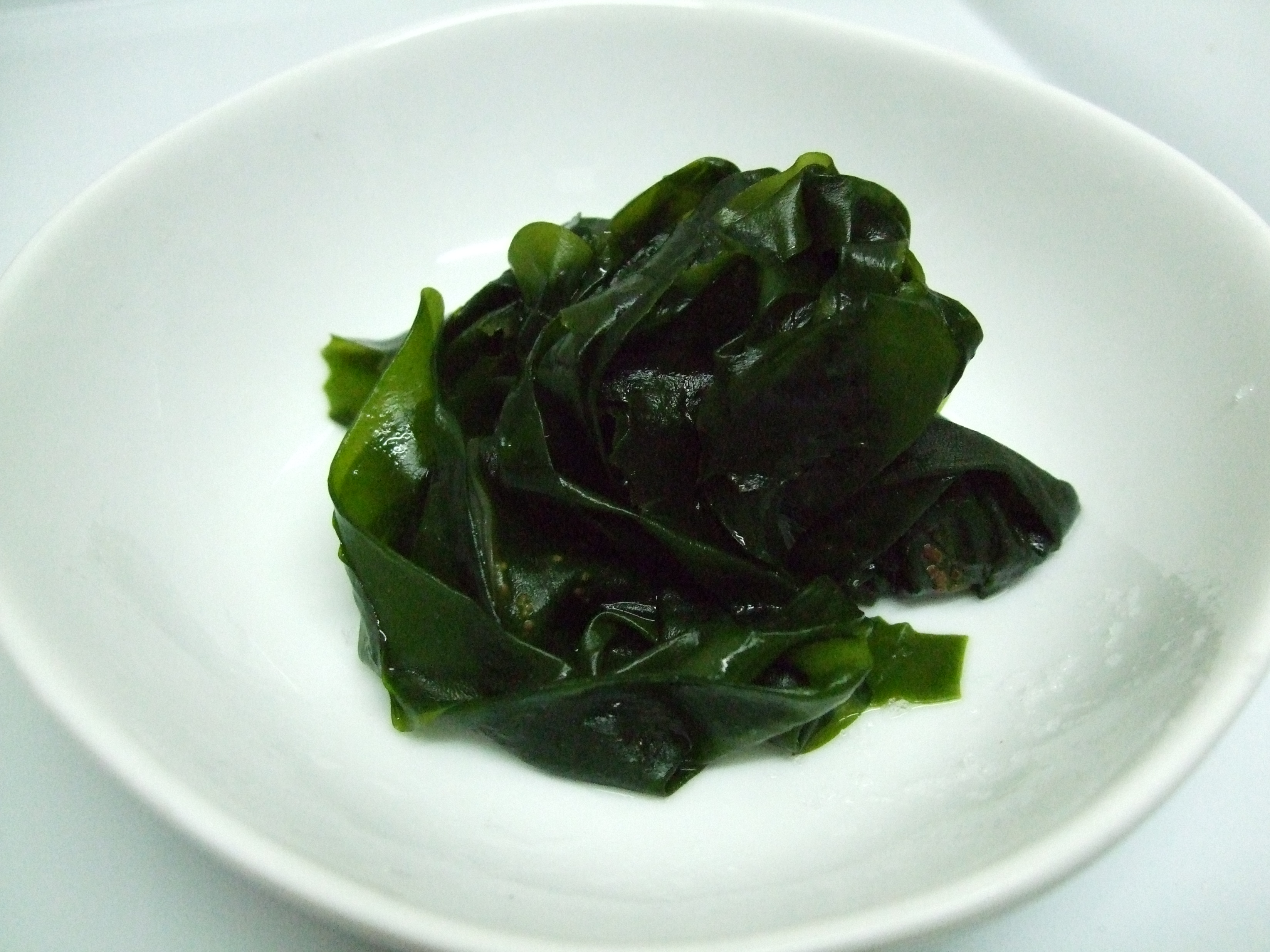
Wakame

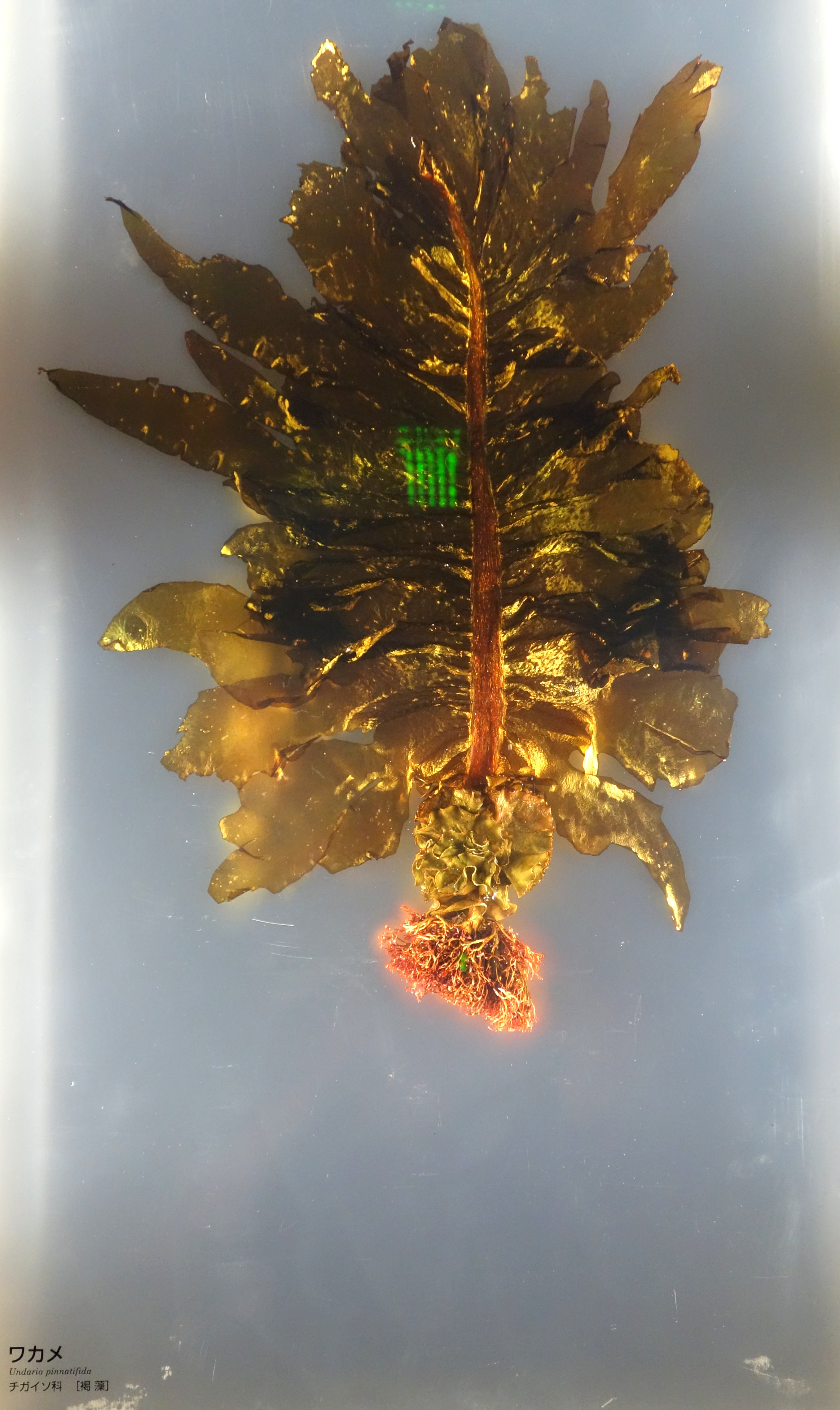
Undaria pinnatifida

Undaria pinnatifida est une algue brune, avec une forme particulière comportant un « pied » et de longues feuilles. 

## Propriétés, vertus
Certains des composants moléculaires (Fucoxanthines) de cette algue auraient un effet anti-obésité et anti-tumoral ,,,,.
Cette algue contient aussi une peptide qui est un Antihypertenseur. 
Elle contient aussi une molécule qui présente des propriétés antivirales, qui pourrait peut-être permettre de mieux lutter contre l'herpes simplex virus.
On en a extrait un nouveau terpène (loliolide).

## Usages
C'est une des macroalgues qui est commercialisée sous le nom de wakame, proposée comme ingrédient alimentaire (par exemple dans des pâtes).
C'est aussi l'espèce qui a été choisie par BiotechMarine (filiale de Seppic, basée à Pontrieux en Bretagne) pour en extraire des cellules (gamétophytes en l'occurrence, qui chez la plante sauvage ne vivent que quelques semaines) et en faire une culture cellulaire produisant des principes actifs pour l'industrie des cosmétiques (antioxydants notamment). Selon l'entreprise la culture de cellule de cette algue permettrait de n'en pas surexploiter les stocks et donc de contribuer à préserver la biodiversité marine. 
Cette espèce pourrait aussi être étudiée pour extraire certains polluants de l'eau (cuivre et nickel par exemple, par biosorption.